# 塞内盖
塞内盖（義大利語：Seneghe），是意大利奥里斯塔诺省的一个市镇。总面积57.82平方公里，人口1882人，人口密度32.5人/平方公里（2009年）。ISTAT代码为095053。